# 超粒状斑
超粒状斑（ちょうりゅうじょうはん、Supergranulation）は、太陽表面に特徴的に表れるパターンである。1950年代にA.B.Hartによってドップラー効果の測定の際に発見され、光球の水平方向に300から500 m/sの流れがあることが見いだされた。
1960年代のLeighton、Noyes、Simonらによる研究で、典型的な超粒状斑は約24時間の寿命で、約3万kmに及ぶことが明らかとなった。
超粒状斑は長い間、特殊な対流によるものだと解釈されてきたが、その起源は正確には分かっていない。太陽の光球に粒状斑が存在することは良く確認された現象であるが、大規模な粒状斑のパターンについては、その性質や実在についてすら未だに論争がある。直径150-2500 kmの粒状斑、5000-10000 kmの中型粒状斑、20000 km以上の超粒状斑という3種類の大きさに分類できるという研究者もいる。粒状斑は、対流セルが階層構造を形成している証拠だと考えられている。超粒状斑はその最上層がより小さな中型粒状斑に細分され、それがまた表面でより小さな粒状斑に細分されるという構造を持つ。